# MyWiki
MyWiki（マイウィキ）とは、ディリンジャーが提供しているASP方式のWikiサービスである。登録するだけで無料でWikiを利用できるが、現在はリンクが切れているため利用できない。

## 特徴
ユーザが複数のWikiを作成でき、グループや管理者だけで閲覧したり、書き込みしたりといった制限ができる。tDiaryのテーマからデザインを選択できる。

## 機能
Google Map APIを利用した地図とWikiを連動できるMyWikiMapサービスも提供している。

## 類似サービス
- Wiki3
- @Wiki
- WIKIWIKI.jp
- Gamedb
- Seesaa Wiki
- MfaceWIKI
- Wicurio